# Julien Duvivier
Julien Duvivier (Lilla, 8 d'octubre de 1896 − París, 29 d'octubre de 1967) va ser un director de cinema francès. Va marcar el cinema francès del període 1930-1960. Entre els seus films més originals, destacar Pépé le Moko, Panique i Voici le temps des assassins. Famós per la seva negror i el seu pessimisme, coneix tanmateix un dels seus èxits de públic amb Le Petit Monde de don Camillo.

## Biografia
Comença com a actor de teatre el 1916 a l'Odèon, llavors dirigit per André Antoine. El 1918, comença el seu recorregut en el cinema a Gaumont com a guionista o ajudant, entre altres d'André Antoine, de director (per a la pel·lícula La Terra (1921)). Des de l'any següent, Duvivier realitza la seva primera pel·lícula, Haceldama o el premi de la sang , que tanmateix no coneix més que un relatiu èxit.
Entre les pel·lícules que roda als anys 1920, alguns tracten de negocis religiosos, sobretot Credo o la Tragèdia de Lourdes  (guió Georges d'Esparbès), L'Abat Constantin, o La Vida miraculosa de Thérèse Martin... La seva filmografia no estarà mai constreta tanmateix a una temàtica ni fins i tot a un estil particular.
En els anys 1930, és contractat per la societat de producció Film d'Art  fundada per Marcel Vandal i Charles Delac on practica el treball d'equip. Duvivier s'hi quedarà nou anys. Amb David Golder , dirigida el 1930, Duvivier coneix el primer èxit. És també la seva primera pel·lícula sonora, i la primera experiència parlant per a l'actor Harry Baur.
1934 marca la primera col·laboració de Julien Duvivier amb l'actor Jean Gabin, que dirigeix a Maria Chapdelaine. El 1935 a La bandera, Julien Duvivier s'ajunta pel guió amb Charles Spaak, que fins aleshores havia col·laborat amb Feyder, Grémillon, Allégret i L'Herbier. Treballaran llavors sovint junts.
Després del rodatge de Golem (1936), pel·lícula fantàstica, Duvivier fa La Belle Équipe amb Jean Gabin, Charles Vanel, Raymond Aimos, una obra que continuarà sent un títol destacat del realitzador. En aquesta pel·lícula, cinc dropos treuen la grossa a la loteria i decideixen comprar en comú una guingueta a la vora de l'aigua; però els imprevistos se succeeixen, i quan la dona s'hi fica, ja no hi ha gran cosa a salvar. El final original de la pel·lícula que és jutjada massa pessimista, tot i que es va rodar una altra, més alegre.
Segueixen tres: L'Home del dia (1936), Pépé le Moko i Un carnet de ball (1937). Mentre la primera, amb Maurice Chevalier al paper principal, és una pel·lícula menor en la carrera del realitzador, les dues altres són incontestables obres principals. Pépé le Moko, que ens submergeix al medi de la màfia, i que té com a decoració exòtica la ciutat d'Alger, és d'altra banda la pel·lícula que veritablement propulsa Gabin al rang d'actor internacional.
El 1938, Duvivier signa un contracte amb la MGM i rodarà als Estats Units una primera pel·lícula, una biografia de Strauss, The Great Waltz .
L'any següent, ja de tornada en França, Duvivier posa en escena El final del dia, en el qual actors de teatre jubilats lluiten perquè la casa de repòs creada per acollir-los no tanqui les seves portes; es troba en aquesta pel·lícula Michel Simon com a vell actor faranduler, i Louis Jouvet un vell psicòtic que creu encara en el seu poder de seducció. És sens dubte la pel·lícula més emocionant del realitzador. Duvivier continua llavors amb La Charrette fantôme, pel·lícula fantàstica adaptació d'una novel·la de Selma Lagerlöf.
Duvivier roda el 1940 Untel père et fils, amb Raimu, Michèle Morgan, i Louis Jouvet; la pel·lícula, una crònica familiar, no podrà, a causa del gir pres pels esdeveniments polítics, ser projectat fins al final de guerra, almenys a França. Aquesta pel·lícula, malgrat una distribució excel·lent, és generalment considerada com una pel·lícula menor, fins i tot equivocada, de Duvivier.

### La guerra − període americà
Durant la Segona Guerra mundial, contràriament a Marcel Carné sobretot, qui malgrat les circumstàncies continua la seva carrera a França, Julien Duvivier marxa de nou a treballar als Estats Units, on dirigeix 5 pel·lícules: Lydia (1941), 2 pel·lícules d'esquetxos: Tales of Manhattan, amb Charles Boyer, Rita Hayworth entre altres estrelles (1942) i Flesh and Fantasy, amb Edward G. Robinson, Charles Boyer i Barbara Stanwyck (1943), després L'Imposteur amb Gabin (1943) i Destiny  (1944).

### La postguerra
A la seva tornada a França, Duvivier té algunes dificultats per reprendre l'èxit dels anys 1930. El 1946, surt Panique. Condensació exhaustiva dels instints més vils i més baixos de la naturalesa humana, l'obra continua sent la pel·lícula més personal, més negre i més nihilista de l'autor. Serà un fracàs coent, tant de crítica com de públic. La crítica li va retreure una voluntat de tornada al realisme poètic d'abans de la guerra. Duvivier continuarà tanmateix, després d'una curta estada a la Gran Bretanya el 1948 per al rodatge d'Anna Karenina i un rodatge a Espanya per a Black Jack el 1950, treballant a França fins al final de la seva vida.
El 1951, dirigeix Sous le ciel de Paris una pel·lícula d'una molt gran originalitat des d'un punt de vista de la retallada al guió: en el transcurs d'una jornada a París, se segueix gent els destins dels quals s'acabaran creuant. El mateix any, Duvivier gira la primera part dels Don Camillo: Le Petit Monde de don Camillo que té un èxit popular immediat i al qual dona ell mateix una continuació Le Retour de don Camillo que s'estrena el 1953. La sèrie es perllongarà sota la direcció d'altres directors.
A Voici el temps des assassins (1956), es troba Jean Gabin al paper d'un valent restaurador que és ensarronat per una jove cínica i sense escrúpols, interpretada per Danièle Delorme. Una pel·lícula molt negra, i un retrat de destacable dona demoníaca. Duvivier roda una altra gran pel·lícula el 1958: Marie-Octobre, amb Danielle Darrieux, Paul Meurisse, Sergé Reggiani i Bernard Blier, entre d'altres. Un exercici d'estil: 11 personatges (nou homes, dues dones — la reina i l'obrera es podria dir —), unitat de lloc, de temps, d'acció, i una escenificació omnipresent, inquisidora, gairebé amenaçadora, amb una preocupació constant i gairebé maníac de l'enquadramant i de la composició de la imatge. El mateix any, l'escenògraf és convidat a formar part del jurat al Festival de Canes.
El 1962, es lliura una última vegada a l'exercici de la pel·lícula d'esquetxos, amb El diable i els Deu Manaments. L'any següent, surt Chair de poule, una pel·lícula el guió de la qual és prop del de Le Facteur sonne toujours deux fois i que presenta una meuca sense escrúpols.
El 1967, mentre està acabant la producció de Diaboliquement vôtre, pel·lícula en la qual es presenta un home amnèsic de resultes d'un accident de cotxe, Duvivier és ell mateix víctima d'un accident de la circulació, provocant una crisi cardíaca que li costa la vida. Té 71 anys i deixa darrere d'ell una filmografia rica amb prop de 70 títols, entre els quals es compten clàssics del cinema mundial.
És enterrat al cementiri antic de Rueil-Malmaison en els Hauts-de-Seine.

## Temes recurrents
- La banda, el grup, la microsocietat i la manera de la qual els individus poden evolucionar o no al si del seu medi humà és un tema freqüent: La Belle Équipe que dona el seu títol a la pel·lícula, la petita ciutat de Panique , el poble italià dels Don Camillo , el grup d'actors reprocessats de El final del dia, el grup d'avis resistents a Marie-Octobre, la gegantina microsocietat que és París descrita de manera impressionista a Sous le ciel…, les pel·lícules de Duvivier són com puntes de vida teixides. Al costat s'hi troben personatges amb una solitud encara més pesada, trasbalsadora, que un món està ple de vida al voltant d'ells: el Saint-Clair de El final del dia, el Senyor Hire de Panique , l'assassí i la vella dels gats de Soou le ciel…, el traïdor amb l'aigua al coll una vegada descobert a Marie-Octobre...

- Es troben retrats de dones particularment cíniques a La Belle Équipe, Panique, Voici el temps des assassins, Chair de poule…

Es troben escenes passant sobre o sota les teulades a La Belle Équipe, Panique. Sous le ciel de Paris comença, després d'algunes vistes aèries de París, per un pla on es veu un gat caminar sobre una teulada; i l'assassí de la pel·lícula s'ha condicionat un taller d'escultor en unes golfes. És en unes golfes on viu igualment el jove de Boulevard — on de tant en tant fuig per la llucana —, així com l'atracador, interpretat per Funès, de l'esquetx no robaràs a El diable i els Deu Manaments…

## Filmografia[2][3]

### Període 1919-1930: les pel·lícules mudes
| Any  | Pel·lícula                            | Actors principals | Notes                                                                                     |
| 1919 | Haceldama ou le prix du sang          |                   |                                                                                           |
| 1920 | L'Agonie des aigles                   | Gaby Morlay       | codirogida amb Dominique Bernard-Deschamps                                                |
| 1920 | La Réincarnation de Serge Renaudier   |                   | film desaparegut                                                                          |
| 1921 | Crépuscule d'épouvante                |                   |                                                                                           |
| 1922 | Les Roquevillard                      |                   |                                                                                           |
| 1922 | L'Ouragan à la montagne               |                   |                                                                                           |
| 1922 | Der Unheimliche Gast                  | Jeanne Helbling   | rodat a Alemanya                                                                          |
| 1923 | Le Reflet de Claude Mercœur           |                   |                                                                                           |
| 1924 | Credo ou la Tragédie de Lourdes       |                   |                                                                                           |
| 1924 | Cœurs farouches                       |                   |                                                                                           |
| 1924 | La Machine à refaire la vie           |                   |                                                                                           |
| 1924 | L'oeuvre immortelle                   |                   |                                                                                           |
| 1925 | L'Abat Constantin                     |                   |                                                                                           |
| 1925 | Bout de chou                          |                   |                                                                                           |
| 1925 | La Nuit de la revanche                |                   |                                                                                           |
| 1925 | Poil de carotte                       |                   |                                                                                           |
| 1926 | L'Homme à l'Hispano                   |                   |                                                                                           |
| 1926 | L'Agonie de Jérusalem                 |                   |                                                                                           |
| 1927 | Le maritage de mademoiselle Beulemans |                   |                                                                                           |
| 1928 | Le Tourbillon de Paris                |                   |                                                                                           |
| 1928 | Le Mystère de la tour Eiffel          |                   |                                                                                           |
| 1929 | La Divine Croisière                   |                   |                                                                                           |
| 1929 | La Vie miraculeuse de Thérèse Martin  | Janine Borelli    |                                                                                           |
| 1929 | Maman Colibri                         | Jeanne Dax        | Film visible a la plateforma europafilmtreasures.eu Arxivat 2010-12-28 a Wayback Machine. |
| 1930 | Au Bonheur des Dames                  | Dita Parlo        | darrer film mut del director, sonoritzada ulteriorement                                   |

### Període 1931-1940: les parlades d'abans de la guerra
| Any  | Film                              | Actors principals                                                                                       | Notes |
| 1931 | David Golder                      | Harry Baur                                                                                              | Primer film parlat del director                                                                                      |
| 1931 | Les Cinq Gentlemen maudits        | Harry Baur, Robert le Vigan                                                                             | |
| 1931 | Die Fünf verfluchten Gentlemen    | Anton Walbrook                                                                                          | version rodada en alemany de la pel·lícula precedent                                                                 |
| 1932 | Poil de carotte                   | Harry Baur, Robert Lynen                                                                                | remake de la pel·lícula de 1925                                                                                      |
| 1932 | La Vénus du collège               | | |
| 1932 | Allô Berlin ? Ici Paris !         | Josette Day                                                                                             | |
| 1933 | La Tête d'un homme                | Harry Baur                                                                                              | |
| 1933 | Le Petit Roi                      | Robert Lynen                                                                                            | |
| 1933 | La Machine à refaire la vie       | | remake de la pel·lícula de 1924                                                                                      |
| 1934 | Le Paquebot Tenacity              | Albert Préjean                                                                                          | |
| 1934 | Maria Chapdelaine                 | Madeleine Renaud, Jean Gabin, Jean-Pierre Aumont                                                        | Grand Premi del cinema francès 1934                                                                                  |
| 1935 | Golgotha                          | Robert le Vigan, Harry Baur, Jean Gabin, Edwige Feuillère                                               | |
| 1935 | La Bandera                        | Jean Gabin, Annabella, Robert Le Vigan, Raymond Aimos, Pierre Renoir, Gaston Modot                      | coguionista: Charles Spaak                                                                                           |
| 1936 | La Belle Équipe                   | Jean Gabin, Charles Vanel, Viviane Romance, Raymond Aimos                                               | coguionista: Charles Spaak cançó: Quand on se promène au bord de l'eau                                               |
| 1936 | Le Golem                          | Harry Baur, Charles Dorat                                                                               | |
| 1937 | L'Homme du jour                   | Maurice Chevalier, Elvire Popesco                                                                       | coguionista: Charles Spaak                                                                                           |
| 1937 | Pépé le Moko                      | Jean Gabin, Mireille Balin, Marcel Dalio, Fernand Charpin, Gabriel Gabrio, Saturnin Fabre, Gaston Modot | coguionista: Henri Jeanson                                                                                           |
| 1937 | Un carnet de bal                  | Marie Bell, Pierre Richard-Willm, Louis Jouvet, Raimu, Fernandel, Pierre Blanchar, Harry Baur           | coguionista: Henri Jeanson e.a. film d'esquetxos Premi a la millor pel·lícula estrangera al Festival de Venècia 1937 |
| 1938 | The Great Waltz                   | Fernand Gravey, Luise Rainer                                                                            | dirigida als Estats Units per la MGM, film musical d Johann Strauss                                                  |
| 1939 | El final del dia (La Fin du jour) | Victor Francen, Louis Jouvet, Michel Simon, Madeleine Ozeray                                            | coguionista: Charles Spaak Tall de la pel·lícula, Festival de Venècia 1939                                           |
| 1939 | La Charrette fantôme              | Pierre Fresnay, Louis Jouvet, Marie Bell                                                                | |
| 1940 | Untel pare et fils                | Raimu, Michèle Morgan, Louis Jouvet                                                                     | rodada a França el 1940, però estrenada el 1943 als Estats Units coguionistas: Marcel Achard i Charles Spaak         |

### Període 1941-1944: l'intermedi americà
| Any  | Pel·lícula         | Actors principals                                                                              | Notes                                                                        |
| 1941 | Lydia              | Merle Oberon, Joseph Cotten                                                                    | coguionista: Ben Hecht remake de Un carnet de bal                            |
| 1942 | Tales of Manhattan | Charles Boyer, Rita Hayworth, Ginger Rogers, Henry Fonda, Charles Laughton, Edward G. Robinson | Six destins film d'esquetxos                                                 |
| 1943 | Flesh and Fantasy  | Edward G. Robinson, Charles Boyer, Barbara Stanwyck                                            | i.e. Obsessions film d'esquetxos                                             |
| 1944 | L'Imposteur        | Jean Gabin                                                                                     |                                                                              |
| 1944 | Destiny            | Alan Curtis                                                                                    | film de Reginald le Borg, on Duvivier va participar sense sortir als crèdits |

### Període 1946-1959: les pel·lícules adaptació de guerra
| Any  | Pel·lícula                    | Actors principals | Notes                                                     |
| 1947 | Panique                       | Michel Simon, Viviane Romance, Paul Bernard                                                                                             | coguionista: Charles Spaak                                |
| 1948 | Anna Karenina                 | Vivien Leigh, Ralph Richardson | film rodat a la Gran Bretanya coguionista: Jean Anouilh   |
| 1949 | Au royaume des cieux          | Serge Reggiani, Jean Davy | diàlegs de Henri Jeanson Nominació − Lleó d'Or            |
| 1950 | Black Jack                    | George Sanders, Agnes Moorehead | coguionista: Charles Spaak                                |
| 1951 | Sous le ciel de Paris         | Paul Frankeur, Sylvie, François Périer                                                                                                  | coguionista: René Lefèvre                                 |
| 1952 | Le Petit Monde de don Camillo | Fernandel, Gino Cervi | coguionista: René Barjavel premiat al Festival de Venècia |
| 1952 | La Fête à Henriette           | Dany Robin, Michel Auclair | coguionista: Henri Jeanson                                |
| 1953 | Le Retour de don Camillo      | Fernandel, Gino Cervi | coguionista: René Barjavel                                |
| 1954 | L'Affaire Maurizius           | Madeleine Robinson, Daniel Gélin, Charles Vanel, Anton Walbrook, Eleonora Rossi Drago                                                   |                                                           |
| 1955 | Marianne de ma jeunesse       | Marianne Hold, Pierre Vaneck |                                                           |
| 1955 | Marianne                      | Marianne Hold, Horst Buchholz | versió rodada en alemany de la pel·lícula precedent       |
| 1956 | Voici le temps des assassins  | Jean Gabin, Danièle Delorme |                                                           |
| 1957 | Pot-Bouille                   | Gérard Philipe, Danielle Darrieux, Dany Carrel                                                                                          | coguionista: Henri Jeanson                                |
| 1957 | L'Homme à l'imperméable       | Fernandel, Bernard Blier | coguionista: René Barjavel Nominació − Os d'Or            |
| 1959 | La Femme et le Pantin         | Brigitte Bardot, Antonio Vilar, Lila Kedrova                                                                                            | coguionistes: Marcel Achard, Jean Aurenche                |
| 1959 | Marie-Octobre                 | Danielle Darrieux, Paul Meurisse, Bernard Blier, Serge Reggiani, Lino Ventura, Paul Frankeur, Paul Guers, Daniel Ivernel, Robert Dalban | diàlegs: Henri Jeanson                                    |

### Període 1960-1967: darreres pel·lícules
| Any  | Pel·lícules                                                        | Actors principals | Notes                                               |
| 1960 | La Grande Vie                                                      | Giulietta Masina, Gert Fröbe | Das kunstseidene Mädchen coguionista: René Barjavel |
| 1960 | Boulevard                                                          | Jean-Pierre Léaud, Pierre Mondy | coguionista: René Barjavel                          |
| 1962 | La Chambre ardente                                                 | Jean-Claude Brialy, Édith Scob, Claude Rich | coguionista: Charles Spaak                          |
| 1962 | El diable i els Deu Manaments (Le Diable et les Dix Commandements) | Michel Simon, Micheline Presle, Mel Ferrer, Claude Dauphin, Charles Aznavour, Lino Ventura, Fernandel, Alain Delon, Danielle Darrieux, Madeleine Robinson, Louis de Funès, Jean-Claude Brialy | film d'esquetxos guió: Audiard, Barjavel, Jeanson…  |
| 1963 | Chair de poule                                                     | Robert Hossein, Jean Sorel, Catherine Rouvel | coguionista: René Barjavel                          |
| 1967 | Diaboliquement vôtre                                               | Alain Delon, Senta Berger |                                                     |